# Eldar Rønning
Pour les articles homonymes, voir Rønning.
Eldar Rønning, né le 11 juin 1982 à Levanger, est un fondeur norvégien. Aux Championnats du monde, il a été quatre fois titré avec le relais et a également obtenu deux médailles individuelles en 2007 et 2011. Rønning a participé à deux éditions des Jeux olympiques en 2010 à Vancouver et en 2014 à Sotchi, sans gagner de médaille. En 2007, il se classe troisième de la Coupe du monde, compétition dans laquelle il compte onze succès individuels, dont le cinquante kilomètres de Holmenkollen en 2012.

## Biographie
Rønning, membre du Skogn IL, obtient sa première sélection en équipe nationale en 2001 aux Championnats du monde junior, puis termine notamment quatrième du trente kilomètres lors de l'édition 2002 à Schonach.
Il fait ses débuts en Coupe du monde de ski de fond en 2002 à Oslo dans un sprint, lieu même où il marque ses premiers points avec une neuvième place un an plus tard. La saison suivante, il est quatrième d'un sprint à Val di Fiemme, pour sa première finale dans la discipline. Il monte sur son premier podium en épreuve individuelle (première place) le 13 février 2005 à Reit im Winkl (Allemagne) dans un sprint classique. Juste après, aux Championnats du monde à Oberstdorf, il prend la onzième place au sprint. Il de nouveau récompensé à Lahti (3e), puis à Drammen (2e), ce qui l'amène au deuxième rang du classement de la spécialité du sprint en Coupe du monde derrière Tor Arne Hetland.
En 2005-2006, il commence à être utilisé en relais (podium à Beitostølen) et s'illustre en distance, avec une sixième place au trente kilomètres classique de Canmore, où il s'impose sur le sprint par équipes. Néanmoins, il manque la sélection pour les Jeux olympiques de Turin. En fin d'année 2006, il commence la nouvelle saison de Coupe du monde en forme, gagnant le sprint libre de Düsseldorf, puis deux courses consécutives sur quinze kilomètres classique à Kuusamo et Cogne. Il prend ensuite à la première édition du Tour de ski, où il obtient des résultats contrastés, mais s'offre une quatrième victoire cet hiver sur trente kilomètres classique avec départ en masse à Cavalese. Il concrétise sur les Championnats du monde à Sapporo, où il prend la médaille de bronze sur le sprint classique, devancé par Jens Arne Svartedal et Mats Larsson, avant de gagner son premier titre en relais avec Odd-Bjørn Hjelmeset, Lars Berger et Petter Northug. Une autre deuxième place en Coupe du monde à Lahti l'aide à se placer troisième au classement général de la Coupe du monde, soit le meilleur de sa carrière.
En 2007-2008, si ses résultats sont plus irréguliers, il gagne un nouveau sprint classique à Otepää.
En 2009, ses principaux succès ont lieu en relais à Gällivare, en Coupe du monde et à Liberec, aux Championnats du monde. Son seul podium individuel de l'hiver est une troisième place sur le sprint classique des Finales à Stockholm.
En 2010, après une victoire sur un sprint au Tour de ski, il reçoit sa première sélection pour des jeux olympiques à Vancouver, où sa seule course, le skiathlon le mène au 36e rang.
Aux Championnats du monde 2011, à Oslo, il remporte devant son public la médaille d'argent sur le quinze kilomètres classique, où seul le Finlandais Matti Heikkinen le devance de treize secondes, puis sa troisième médaille d'or consécutive en relais.
En mars 2012, il remporte la plus grande victoire de sa carrière, surtout en tant que Norvégien, gagnant le cinquante kilomètres classique de Holmenkollen.
S'il décroche un quatrième titre mondial en 2013, avec Tord Asle Gjerdalen, Sjur Røthe et Petter Northug devant leurs rivaux suédois, il se retrouve hors du podium sur cette épreuve aux Jeux olympiques d'hiver de 2014 à Sotchi. En mars 2013, il est victorieux de sa onzième course individuelle en Coupe du monde, le quinze kilomètres des Finales à Falun. Il ajoute un ultime podium individuel à son palmarès au Nordic Opening 2013-2014 avec une deuxième place sur le dix kilomètres classique.
En manque de résultats lors de la saison 2014-2015, il n'est pas retenu dans l'équipe norvégienne pour les Championnats du monde à Falun. Il remporte tout de même le Tartu Ski Marathon cet hiver. Lors de l'hiver 2015-2016, il ne participe à aucune course en raison d'une maladie et doit arrêter sa carrière à cause d'une inflammation au rein. Il se reconvertit dans le milieu de la finance.  

## Palmarès

### Jeux olympiques
| Épreuve / Édition | Sprint                           | Sprint                           | 15 km                            | 15 km                            | Poursuite / Skiathlon 2 × 15 km | 50 km | Relais | Relais    |
| Épreuve / Édition | libre                            | classique                        | libre                            | classique                        | Poursuite / Skiathlon 2 × 15 km | 50 km | Sprint | 4 × 10 km |
| JO 2010 Vancouver | Épreuve inexistante à cette date | —                                | —                                | Épreuve inexistante à cette date | 36e                             | —     | —      | —         |
| JO 2014 Sotchi    | —                                | Épreuve inexistante à cette date | Épreuve inexistante à cette date | 12e                              | —                               | —     | —      | 4e        |

### Championnats du monde
| Épreuve / Édition               | Oberstdorf 2005 | Sapporo 2007 | Liberec 2009 | Oslo 2011 | Val di Fiemme 2013 |
| Sprint classique                | 11e             | Bronze       |              |           |                    |
| 15 km classique                 |                 |              | 7e           | Argent    |                    |
| Poursuite / Skiathlon 2 × 15 km |                 | 12e          | 28e          |           | 32e                |
| 50 km classique                 |                 | 27e          |              |           | 5e                 |
| Relais 4 × 10 km                |                 | Or           | Or           | Or        | Or                 |

### Coupe du monde
- Meilleur classement général : 3e en 2007.
  - Meilleur classement en distance : 4e en 2007.
  - Meilleur classement en sprint : 2e en 2005.
- 33 podiums :
  - 15 podiums en épreuve individuelle : 7 victoires, 3 deuxièmes places et 5 troisièmes places.
  - 18 podiums en épreuve par équipes : 8 victoires, 5 deuxièmes places et 5 troisièmes places.

#### Détail des victoires
| Épreuve / Édition | Sprint     | Sprint        | 15 km         | 15 km     | 50 km | 50 km     | Nordic Opening |
| Épreuve / Édition | libre      | classique     | libre         | classique | libre | classique |                |
| 2005              |            | Reit im Winkl |               |           |       |           |                |
| 2007              | Düsseldorf |               | Kuusamo Cogne |           |       |           |                |
| 2008              |            | Otepää        |               |           |       |           |                |
| 2011              |            |               |               | Otepää    |       |           |                |
| 2012              |            |               |               |           |       | Oslo      |                |

#### Courses par étapes
- 3e du Nordic Opening en 2011-2012.
- 9 podiums sur des étapes de tours : 4 victoires, 4 deuxièmes places et 1 troisième place.

##### Victoires d'étapes
| Date           | Lieu          | Pays      | Course      | Format                           |
| -------------- | ------------- | --------- | ----------- | -------------------------------- |
| 6 janvier 2007 | Val di Fiemme | Italie    | Tour de ski | 30 km classique, départ en masse |
| 3 janvier 2010 | Oberhof       | Allemagne | Tour de ski | Sprint classique                 |
| 7 janvier 2012 | Val di Fiemme | Italie    | Tour de ski | 20 km classique, départ en masse |
| 23 mars 2013   | Falun         | Suède     | Finales     | 15 km classique, départ en masse |

#### Classements par saison
| Saison    | Classement général final | Classement distance | Classement sprint |
| 2002-2003 | 62e                      |                     | 36e               |
| 2003-2004 | 53e                      | 104e                | 20e               |
| 2004-2005 | 10e                      | 62e                 | 2e                |
| 2005-2006 | 11e                      | 28e                 | 7e                |
| 2006-2007 | 3e                       | 4e                  | 5e                |
| 2007-2008 | 13e                      | 21e                 | 7e                |
| 2008-2009 | 12e                      | 15e                 | 12e               |
| 2009-2010 | 15e                      | 25e                 | 17e               |
| 2010-2011 | 19e                      | 11e                 | 41e               |
| 2011-2012 | 10e                      | 12e                 | 46e               |
| 2012-2013 | 36e                      | 29e                 | 38e               |
| 2013-2014 | 24e                      | 21e                 | 28e               |
| 2014-2015 | 31e                      | 30e                 |                   |

### Coupe de Scandinavie
- 5 podiums, dont 1 victoire.

## Distinctions
Il reçoit la Médaille Holmenkollen en 2015.